# Genius (formație)
Genius a fost o formație de muzică formată din Oana Vincu, Cezar Hălmăgean și Ovidiu Hălmăgean. Printre videoclipurile intens difuzate ale acestei formații în anii '90 se numără: Orașul trist, Macho Man, Îmi plânge inima, Vara, Moșuˈ etc. Doar Oana se mai ocupă acum exclusiv de muzică. Absolventă a Conservatorului de la Timișoara - compozitoarea melodiilor Genius își încearcă norocul în America, unde a plecat împreună cu Cezar, cei doi formând un cuplu de aproape zece ani.
Cezar a investit banii câștigați în România, din muzică, în echipamente muzicale și în IT.
Acum, fostul idol al puștoaicelor lucrează în statul Nevada, în domeniul programări web, unde înregistrează performanțe remarcabile.
În ceea ce-l privește pe cel de-al treilea membru al trupei, Ovi, acesta este singurul care a decis să rămână în Timișoara, unde și-a deschis o firmă de producții video.